# Géppuska

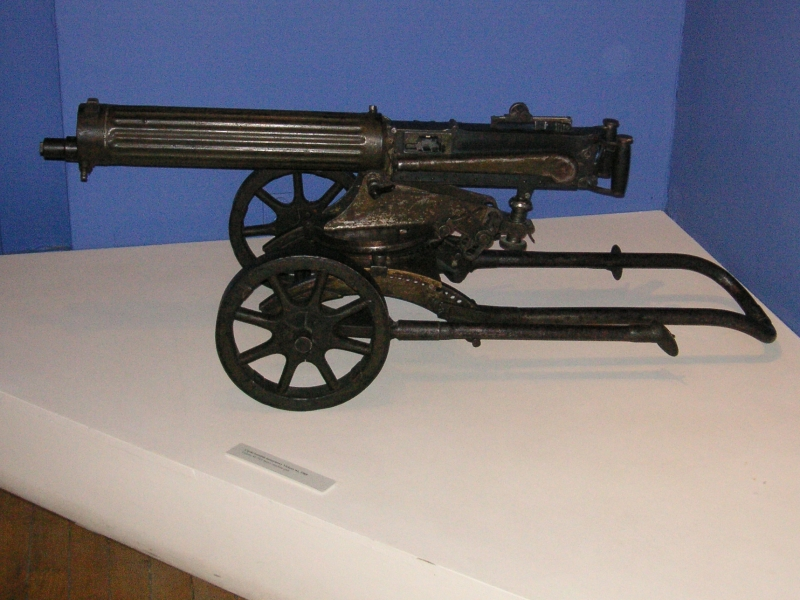
Orosz Maxim-géppuska 1910-ből

A géppuska önműködő, csak sorozatlövés leadására alkalmas, legfeljebb puskakaliberű lőszert tüzelő lőfegyver. Hordozható és állványos kivitelű változatai is vannak. A 10–12 kg tömegű géppuskákat könnyű géppuskának nevezik a magyar katonai terminológiában.

## Története
A gépfegyverek elődjének tekinthetőek a 17. században használt sorpuskák, amely egy ágyúkeréken álló, több csőből összetevődő fegyver volt. Az 1718-ban megjelent, feltalálója, James Puckle után Puckle géppuskának nevezett fegyver begyújtása után gyors sorozatban lőtte ki a golyókat, de nagyon nehéz és körülményes volt újratölteni (ahogy a többi korabeli fegyvert is), ezért nem is tudott elterjedni. Több, mint egy évszázad után jelent meg újabb, már működőképesebb fegyver. Az 1860-as években az amerikai Richard Jordan Gatling feltalálta a róla elnevezett Gatling-géppuskát, amely egy hajtókaros fegyver volt, és az amerikai hadsereg szabványosította a polgárháborúban. A Gatlinget tüzérségi lőfegyverként használták, mivel ágyúkerekeken vontatták.
Az első automata géppuskát az amerikai Hiram Stevens Maxim szerkesztette, aki 1883-ban kapott szabadalmat a „hátralökő erővel töltődő mozgócsövű fegyverére”. A fegyver gyártását a Vickers gyár kezdte el, a nyilvánosság előtt 1887-ben mutatták be a South Kensington-i ipari kiállításon. Maxim első géppuskái 11,4, és 14,7 mm-es puskatöltényt tüzeltek.

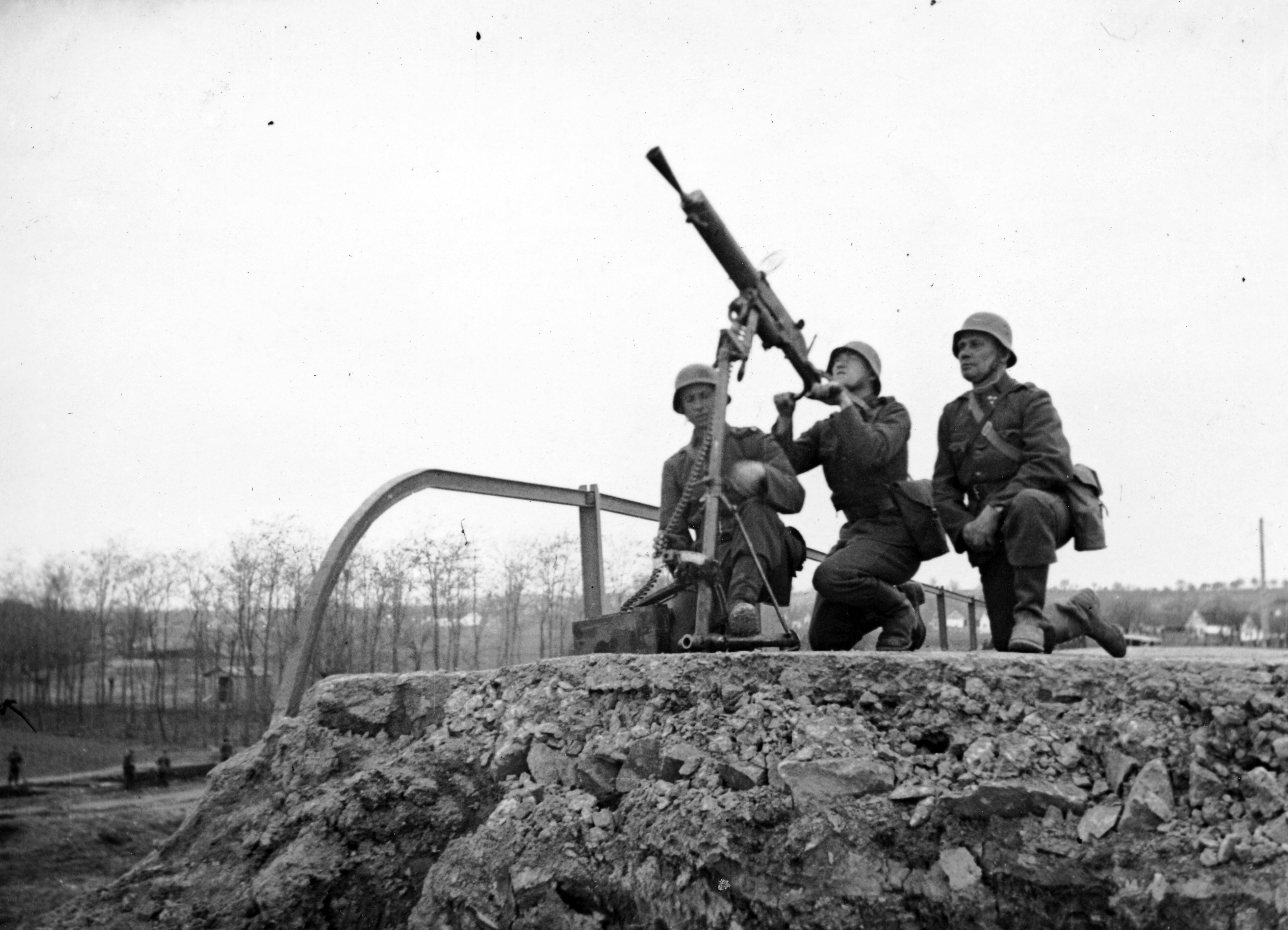
Magyar katonák légi célra tüzelnek egy 1907/31 M Schwarzlose géppuskával

A kezdeti években sem a britek, sem a franciák nem tartottak igényt az olajhűtéses fegyverre. A géppuska azon az elven működött, hogy a fegyver elsütésekor a keletkezett gázt használta újratöltésre. A németek azonban lelkesek voltak az ötletért, ezért 1914 augusztusáig 12 000 darabot, majd 100 000 darabot vásároltak (Maschinengewehr 08). Ekkoriban nagyon nehéz volt és állványra szerelték, 4-6 fős személyzet kellett a működéséhez. 1918-ban kifejlesztették a Bergmann MP18 géppisztolyt, amit már egy katona is elbírt. A repülőgépeknél 1915-től kezdték el használni a géppuskákat, de az sokszor a légcsavart találta el, ezért Anton Fokker kifejlesztett egy megszakítót, ami csak akkor tüzelt, ha a légcsavar olyan helyzetben volt, hogy nem akadályozta a lövedék útját.

## Fajtái
A géppuskákat tömegük és feladatuk alapján több kategóriába sorolhatjuk.

### Könnyű géppuska
Könnyen, egy-két katona által hordozható fegyver, általában kétlábú állvánnyal van felszerelve. Feladata a lövészek közvetlen támogatása. Általában tárból tüzel, és ha a kétlábú állványt eltávolítják, könnyen összekeverhető egy nagyobb gépkarabéllyal.

### Közepes géppuska
Általában kerekes állványról, talpról, vagy háromlábú állványról tüzelnek vele. Bunkerekbe védelmi géppuskaként használják, vagy járművekre helyezik el őket, hisz hosszan tartó tűztámogatásra alkalmasak. Akár 200, 250 lőszer kapacitású hevederekből is tüzelhetnek. Ilyen például a Vickers, az Szg-43 és a Maxim-géppuska.

### Nehéz géppuska
Általában 12,7 vagy 14,5 mm űrméretűek, földre telepítve csak háromlábú állványon használják iszonyatos tömege miatt.

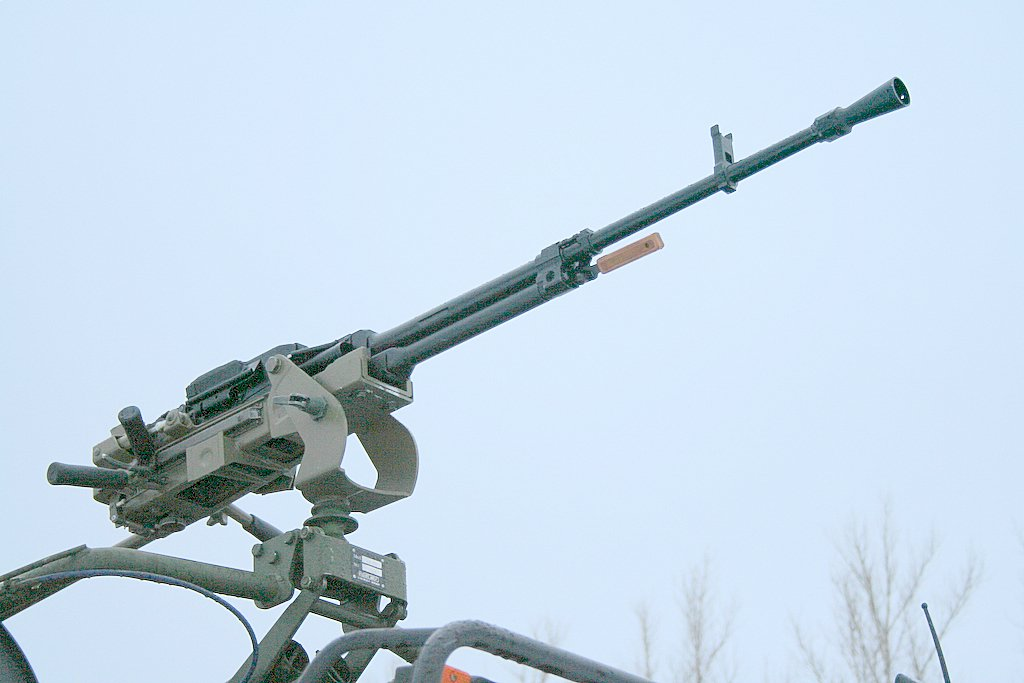
NSZVT nehéz géppuska harckocsin

Legtöbbször harckocsikon, hajókon, lövészpáncélosokon kapnak helyet, főleg légi célok elhárítására. Közös jellemzőjük, hogy nagy erejű lőszereikkel hatalmas rombolóerőt képviselnek, könnyen meg tudnak semmisíteni egy helikoptert vagy egy páncélozott szállítójárművet, akár földön, akár a levegőben. 

### A golyószóró és az azt körülölelő névzavar
Magyarországon, a két világháború között golyószórónak nevezték az automata, a puskáéval megegyező lőszert tüzelő kézifegyvert, mely lényegesen könnyebb volt a géppuskánál, azonban így is kétlábú állvánnyal lehetett csak használni. 
A fent leírtak igazak a könnyű géppuskára is, ezért máig nem egyértelmű, hogy abban a korban mi számított golyószórónak és mi könnyű géppuskának.
Ma a köztes lőszert használó, automata támogatófegyvereket (például M249 SAW) hívják golyószórónak a magyar katonai terminológiában, a félreértés elkerülése érdekében.

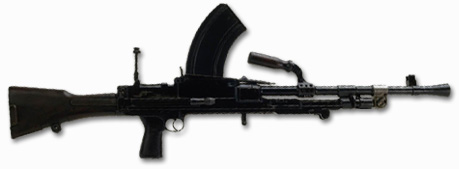
Bren könnyű géppuska

## Töltése
Lehet vele tárból is tüzelni. Némely változatok dobtárból, mások (széteső, vagy nem széteső tagú) hevederből tüzelnek. A magyar PKMsz például nem széteső tagú, 4 db. 25-ös hevederdarabból áll, tárolása társzerű dobozokban történik.